# January Jones
January Kristen Jones (Sioux Falls, 5 gennaio 1978) è un'attrice e modella statunitense, nota per il ruolo di Betty Draper nella serie televisiva Mad Men, ruolo che le è valso numerose candidature, e per quello di Emma Frost in X-Men - L'inizio.
Nel 2002 si è classificata all'82º posto tra le Maxim Hot 100 Women, e nel 2010 si è posizionata al 17º posto tra le Most Beautiful Faces.

## Biografia
January Jones è nata a Sioux Falls, nel Dakota del Sud, da Karen e Marvin Jones, un allenatore e insegnante di educazione fisica. Il suo nome deriva da quello di January Wayne, un personaggio del romanzo di Jacqueline Susann Una volta non basta. Ha due sorelle, Jacey e Jina. Prima di intraprendere la carriera di attrice, la Jones è stata una modella per l'agenzia Abercrombie & Fitch.
Al cinema inizia a farsi notare intorno al biennio 2003-2004, con piccole apparizioni in film come Terapia d'urto, Love Actually - L'amore davvero, American Pie - Il matrimonio e Dirty Dancing 2. Nel 2005 è in Le tre sepolture, diretto e interpretato da Tommy Lee Jones, e l'anno successivo prende parte a We Are Marshall. Intanto nel 2004 si fa conoscere in televisione, col film per la televisione Un amore per sempre e con un ruolo ricorrente nella serie televisiva Huff. Dal 2007 al 2015 interpreta il ruolo di Betty Draper nella serie televisiva vincitrice di 4 Golden Globe e 15 Emmy Award, Mad Men.
Nel 2009 recita in I Love Radio Rock, e prende parte a una puntata del Saturday Night Live, partecipazione che però viene accolta negativamente dalla critica. Nello stesso anno appare in copertina su varie riviste internazionali, tra cui il numero di maggio di GQ UK e il numero di luglio di GQ Italia. Sempre nel 2009 viene scelta come portavoce all'associazione Oceana, che lotta per la salvaguardia degli squali in via di estinzione.
Dal 2010 è testimonial della casa di moda Versace. Nel 2011 ottiene ruoli di primo piano sul grande schermo, recitando in Unknown - Senza identità con Liam Neeson e Diane Kruger, in Solo per vendetta accanto a Nicolas Cage, e soprattutto in X-Men - L'inizio, dove veste i panni di Emma Frost.
Dal 2015 al 2018 recita nella serie comica The Last Man on Earth nei panni di Melissa Shart.

## Vita privata
È madre di un bambino, chiamato Xander Dane Jones, nato il 13 settembre 2011.

## Agenzie
- Abercrombie & Fitch

## Filmografia

### Cinema
- È una pazzia (It's the Rage), regia di James D. Stern (1999)
- Prigione di vetro (The Glass House), regia di Daniel Sackheim (2001)
- Bandits, regia di Barry Levinson (2001)
- Taboo, regia di Max Makowski (2002)
- Full Frontal, regia di Steven Soderbergh (2002)
- Terapia d'urto (Anger Management), regia di Peter Segal (2003)
- American Pie - Il matrimonio (American Wedding), regia di Jesse Dylan (2003)
- Love Actually - L'amore davvero (Love Actually), regia di Richard Curtis (2003)
- Dirty Dancing 2 (Dirty Dancing: Havana Nights), regia di Guy Ferland (2004)
- Le tre sepolture (The Three Burials of Melquiades Estrada), regia di Tommy Lee Jones (2005)
- Swedish Auto, regia di Derek Sieg (2006)
- We Are Marshall, regia di McG (2006)
- I Love Radio Rock (The Boat That Rocked), regia di Richard Curtis (2009)
- Unknown - Senza identità (Unknown), regia di Jaume Collet-Serra (2011)
- X-Men - L'inizio (X-Men: First Class), regia di Matthew Vaughn (2011) – Emma Frost
- Solo per vendetta (Seeking Justice), regia di Roger Donaldson (2011)
- Sweetwater - Dolce vendetta (Sweetwater), regia di Logan Miller e Noah Miller (2013)
- Good Kill, regia di Andrew Niccol (2014)
- God Is a Bullet, regia di Nick Cassavetes (2023)

### Televisione
- Sorority, regia di Troy Miller – film TV (1999)
- Get Real – serie TV, episodio 1x01 (1999)
- In My Life, regia di Lesli Linka Glatter – film TV (2002)
- Un amore per sempre (Love's Enduring Promise), regia di Michael Landon Jr. – film TV (2004)
- Huff – serie TV, episodi 1x10-1x11 (2004)
- Law & Order - I due volti della giustizia (Law & Order) – serie TV, episodio 18x07 (2008)
- Mad Men – serie TV, 78 episodi (2007-2015) – Betty Draper
- The Last Man on Earth – serie TV, 63 episodi (2015-2018)
- The Politician – serie TV, episodi 1x03-1x04-1x07 (2019)
- Spinning Out – serie TV, 10 episodi (2020)

## Riconoscimenti (parziale)
- Golden Globe
  - 2009 – Candidatura alla miglior attrice in una serie drammatica per Mad Men
  - 2010 – Candidatura alla miglior attrice in una serie drammatica per Mad Men
- Premio Emmy
  - 2010 – Candidatura alla migliore attrice in una serie televisiva drammatica per Mad Men
- Satellite Award
  - 2010 – Candidatura alla miglior attrice in una serie drammatica per Mad Men
- Screen Actors Guild Award
  - 2008 – Candidatura al miglior cast in una serie drammatica per Mad Men
  - 2009 – Miglior cast in una serie drammatica per Mad Men (condiviso con altri)
  - 2010 – Miglior cast in una serie drammatica per Mad Men (condiviso con altri)
  - 2011 – Candidatura al Miglior cast in una serie drammatica per Mad Men (condiviso con altri)
- Women in Film Lucy Awards
  - 2013 - Lucy Award per Mad Men

## Doppiatrici italiane
Nelle versioni in italiano delle opere in cui ha recitato, January Jones è stata doppiata da: 
- Ilaria Latini in Mad Men, The Last Man on Earth
- Federica De Bortoli in Love Actually - L'amore davvero, Unknown - Senza identità, Solo per vendetta
- Eleonora De Angelis in Terapia d'urto
- Myriam Catania in American Pie - Il matrimonio
- Domitilla D'Amico in Dirty Dancing 2, Sweetwater - Dolce vendetta
- Laura Lenghi in Le tre sepolture
- Chiara Gioncardi in I Love Radio Rock
- Alessia Amendola in X-Men - L'inizio
- Valentina Mari in Good Kill